# 大岡清重
大岡 清重（おおおか きよしげ、寛永8年（1631年） - 元禄3年8月2日（1690年9月4日））は、江戸時代前期の旗本。大岡清政の次男で、大岡清勝の孫。叔父は大岡清春。勘定奉行を務めた。官位は従五位下、備前守。通称は傳三郎、五郎左衛門。妻は水野近之の娘。子に娘（永井元頼妻）、娘（三枝守仍妻）、娘（小出英勝妻）、娘（星合顕行妻）、娘（服部信解妻）、養子に大岡清純（清政の五男）がいる。
越後国大岡庄豪族の新田氏流里見氏庶家大井田氏族で、大岡忠相の一族である大岡氏とは関わりがない。

## 経歴
明暦2年（1656年）12月21日、父の遺跡を継ぐ。寛文2年（1662年）10月15日に徒頭、寛文11年（1671年）3月26日に目付、延宝8年（1680年）3月25日に勘定奉行となる。天和2年（1682年）4月21日に700石を加増され、合計3700石を知行する。
幕命により、天和3年（1683年）、稲葉正休・彦坂重紹らとともに畿内治水の再点検を行なう。
貞享4年（1687年）9月10日、勤務状況に良からぬところがあるとして勘定奉行を罷免され、逼塞に処せられる。元禄2年（1689年）6月4日に赦免されたが、これより前に加増された700石の知行を没収されて小普請となっており、拝謁は止められていた。元禄3年（1690年）4月17日にそれも許されたが、同年8月2日に60歳で死去した。実弟の清純が養子となって跡を継いだ。